# Afroedura nivaria
Afroedura nivaria е вид влечуго от семейство Геконови (Gekkonidae). Видът е незастрашен от изчезване.

## Разпространение
Разпространен е в Южна Африка (Квазулу-Натал и Фрайстат).